# Lochmaeocles leuripennis
Lochmaeocles leuripennis är en skalbaggsart som beskrevs av Martins och Maria Helena M. Galileo 1995. Lochmaeocles leuripennis ingår i släktet Lochmaeocles och familjen långhorningar. Inga underarter finns listade i Catalogue of Life.